# Ondankmeulen
De Ondankmeulen of Moulin de l'Ingratitude is een windmolen in de Franse gemeente Boeschepe. De molen staat net ten westen van het dorpscentrum. Het is een houten staakmolen die gebruikt werd als korenmolen.
Op de plaats stond al eeuwenlang een molen. Zo is al op 16de-eeuwse kaarten van de streek een molen met de naam Ondankmeulen aangeduid. De huidige molen stond eerst in De Walle en werd in 1802 gebouwd. In 1884, toen Benoit Houvenaghel eigenaar was, werd de molen naar Boeschepe verplaatst. Na zijn dood verhuurde zijn dochter de molen, tot de laatste molenaar André Vanelstlande en zijn echtgenote Maria Lejeune in 1958 stopte. In 1964 kwam de molen in het bezit van de gemeente en in 1966 begon men met de restauratie van verschillende onderdelen. Pas in de eerste helft van de jaren 70 werd de Ondankmeulen verder gerestaureerd om weer te kunnen draaien. De werken werden voltooid in 1975. In 1977 werd de molen bovendien ingeschreven als monument historique.

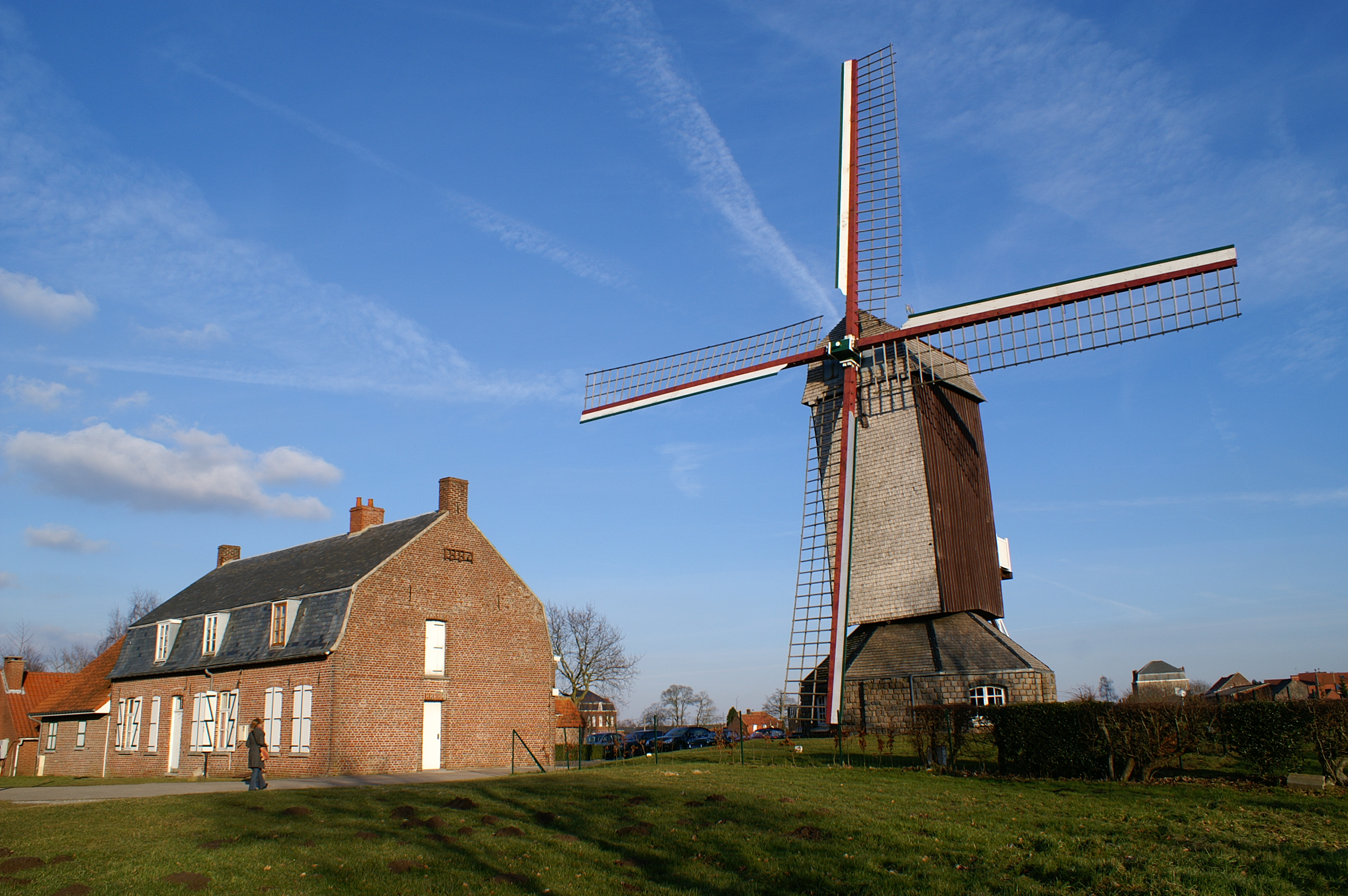
De Ondankmeulen en café De Vierpot